# Jan Gitcho
Jan Gitcho – amerykański zapaśnik walczący w stylu wolnym.
Odpadł w eliminacjach na mistrzostwach świata w 1974. Drugi w Pucharze Świata w 1976 roku.
Zawodnik Southern Illinois University Edwardsville.